# Crispatotrochus gregarius
Crispatotrochus gregarius är en korallart som beskrevs av Stephen D. Cairns 2004. Crispatotrochus gregarius ingår i släktet Crispatotrochus och familjen Caryophylliidae. Inga underarter finns listade i Catalogue of Life.